# Грем'яча (станція)
Грем'яча (рос. Гремячая) — залізнична станція у Котельніковському районі Волгоградської області Російської Федерації.
Населення становить 31 особу. Входить до складу муніципального утворення Пимено-Чернянське сільське поселення.

## Історія
Населений пункт розташований у межах українського історичного та культурного регіону Жовтий Клин.
Згідно із законом від 14 березня 2005 року № 1028-ОД органом місцевого самоврядування є Пимено-Чернянське сільське поселення.

## Населення
| 2010 |
| ---- |
| 31   |